# Şüvəlan Futbol Klubu
Il Şüvəlan Futbol Klubu, meglio noto come Şüvəlan, è una società calcistica azera con sede nella città di Şüvəlan, municipalità situata nei sobborghi di Baku, fondata nel 1996. Nella stagione 2019-2020 milita in Birinci Divizionu, la seconda divisione del calcio azero.

## Storia
La società fu fondata come squadra di calcio a 5 nel 1996 e partecipò al massimo campionato locale fino al 2003-2004 come AMMK. Nel 2004 diventò un club professionistico e partecipò al campionato di seconda divisione che vinse al primo tentativo, venendo così promosso in Premyer Liqası. L'anno successivo cambiò nome in Olimpik Baku e terminò il campionato d'esordio al dodicesimo posto. La migliore stagione fu la Premyer Liqası 2007-2008, conclusa al secondo posto e mancando il titolo avendo perso all'ultima giornata. Si qualificò per la Coppa UEFA 2008-2009 dove venne eliminato al primo turno.
Nel 2009 si spostò a Şüvəlan cambiando nome in Olimpik-Şüvəlan Peşəkar Futbol Klubu e l'anno successivo, sponsorizzata dalla compagnia aerea nazionale, diventò AZAL PFC ma in UEFA Europa League 2011-2012 mantenne il nome vecchio per questioni di regolamento. Il 12 maggio 2017, il club ha cambiato la sua denominazione in Şüvəlan FK.

### Storia nelle coppe europee
| Stagione | Competizione | Fase | Paese             | Club               | Casa | Trasferta | Totale |
| -------- | ------------ | ---- | ----------------- | ------------------ | ---- | --------- | ------ |
| 2008/09  | Coppa UEFA   | Q1   | Serbia (bandiera) | Vojvodina Novi Sad | 1-1  | 0-1       | 1-2    |

## Rose delle stagioni precedenti
- 2008-2009

## Palmarès

### Competizioni nazionali
- Birinci Divizionu: 1

2004-2005

### Altri piazzamenti
- Campionato azero:

Secondo posto: 2007-2008
- Coppa d'Azerbaigian:

Semifinalista: 2009-2010, 2010-2011
- Birinci Divizionu:

Terzo posto: 2017-2018

## Stadio
Dal 2004 al 2011 il club giocò i propri incontri interni nello Shafa Stadion, impianto dotato di 8.200 posti, tutti a sedere, inaugurato nel 2001. Dal 2011 si trasferì nel nuovo impianto denominato AZAL Arena, dotato di 3.000 posti a sedere e terreno sintetico. Ha ottenuto due stelle secondo la Classificazione degli stadi UEFA.